# Der Panther (1950)
Der Panther (Originaltitel: Highway 301) ist ein US-amerikanischer Kriminalfilm aus dem Jahr 1950 von Andrew L. Stone, der zum Subgenre des Film noir gezählt wird. Der Film wurde von Warner Bros. produziert.

## Handlung
Zu Beginn des Filmes treten die damaligen Gouverneure von North Carolina (W. Kerr Scott), Virginia (John S. Battle) und Maryland (William Preston Lane) vor die Kamera und referieren darüber, dass Kriminalität sich nicht auszahlt.
Die Gangster George Legenza, William Phillips, Robert Mays und Noyes Hinton haben sich zu einer Bande zusammengeschlossen. Da sie ihre Taten in den Bundesstaaten North Carolina, Virginia und Maryland verüben, wird die Bande als Tri State Gang bezeichnet. In Winston-Salem (North Carolina) werden sie auf ihrer Flucht nach einem Banküberfall beim Fahrzeugwechsel von einem Farmer gesehen. Der Zeuge merkt sich Farbe und Modell des Autos und die ersten Buchstaben des Kennzeichens. Die Namen der Gangmitglieder sind der Polizei unbekannt. Alle vier sind vorbestraft. Nun erhofft sich die Polizei, die Täter durch das Auto zu fassen. Es wird eine Sondereinheit gebildet, die von dem Detective Sergeant Truscott geleitet wird.
An diesem Abend feiern die vier mit ihren Freundinnen. Legenzas Freundin Madeline Walton hat genug vom Verbrecherleben und bittet ihren Freund vergeblich, ein seriöses Leben zu führen. Phillips ist mit der Franko-Kanadierin Lee Fontaine frisch verheiratet, die nichts von seinem Räuberleben weiß. Als Madeline die Flucht ergreifen will, wird sie von Legenza umgebracht. Lee deutet die Hinweise, die ihr Madeline gegeben hat, richtig und fühlt sich für ihren Tod mitverantwortlich. Sie bittet Phillips, die Bande zu verlassen. Er verspricht ihr, mit ihr nach dem nächsten Raubzug nach Kanada zu gehen.
Die Bande überfällt eine Lieferung für die Münzanstalt in Richmond, dabei erschießt Legenza eine der Wachen. Während die Polizei Straßensperren errichtet, erkennen die Räuber, dass der Tipp, der ihnen gegeben wurde, falsch war, denn die Geldscheine in der Lieferung sind geschreddert, da sie zur Vernichtung bestimmt waren. Sie verstecken sich auf einem Lastwagen, der Eier ausliefert, und kommen so durch die Straßensperre. Legenza tötet den Tippgeber, danach kehren die Männer zu den Frauen zurück. Lee ist aufgebracht und wird in Legenzas Augen zu einer Gefahr.
Bei einer Routinekontrolle findet die Polizei den Fluchtwagen. Als Legenza und Phillips in das Auto steigen wollen, greifen die Beamten zu. Es kommt zu einer Schießerei, bei der Phillips getötet wird. Legenza schafft es zurück ins Appartement, in dem Lee, Mays und dessen Freundin Mary Simms warten. Die Polizei durchsucht Phillips Leiche und findet mehrere Fotos. Einer der bei der Schießerei beteiligten Beamten identifiziert auf einem der Fotos Legenza.
Lee befürchtet, durch Phillips Tod in Gefahr zu sein, und versucht zu flüchten. Legenza erwischt sie und bringt sie ins Versteck zurück. Mays soll sie bewachen, doch sie kann ihm in Legenzas Abwesenheit entwischen. Sie wird jedoch vom zurückkommenden Legenza gesehen, verfolgt und schließlich niedergeschossen.
Am nächsten Tag hört Mary in einer Radiomeldung, dass Lee nicht tot ist, aber im Koma liegt. Legenza schickt Mary ins Krankenhaus, die, sich als Reporterin ausgebend, Lees Zimmernummer herausfindet und an Legenza weitergibt. Truscott misstraut der angeblichen Reporterin, die beim Verhör letztendlich zusammenbricht und ein Geständnis ablegt.
Mays und Legenza erreichen das Krankenhaus, werden aber von der Polizei gestellt. In dem folgenden Schusswechsel wird Mays getötet. Legenza entkommt mit dem Fluchtwagen, baut aber kurz darauf einen Unfall. Verletzt befreit er sich aus dem Auto und schleppt sich weiter. Er erreicht die Gleise einer Eisenbahnlinie. Er bricht zusammen und wird von einem Zug überrollt.

## Produktion
Gedreht wurde der Film vom 9. Februar bis zum 16. März 1950 in Winston-Salem, Los Angeles (Union Station) und in den Warner-Studios in Burbank.
Der Originaltitel Highway 301, im Film selber nie erwähnt, spielt auf den U.S. Highway 301 an, der durch die Bundesstaaten North Carolina, Virginia und Maryland verläuft, wo die Bande ihre Verbrechen begeht.
Folge 9 der ersten Staffel der Fernsehserie Die Unbestechlichen hatte 1959 die Tri State Gang zum Thema (dt. Titel: Die Harry’s Transportgesellschaft).

## Stab und Besetzung
Leo K. Kuter war der Art Director.
In kleinen nicht im Abspann erwähnten Nebenrollen traten John Alvin, Hans Moebus, und Tom Wilson auf.
Robert Webber gab sein Kinodebüt.

## Veröffentlichung
Die Premiere des Films fand am 1. Dezember 1950 statt. In der Bundesrepublik Deutschland kam er am 31. August 1951 in die Kinos, in Österreich im November 1951.

## Kritiken
Das Lexikon des internationalen Films schrieb: „Handwerklich relativ sorgfältige B-Produktion, die sich auf Polizeiakten beruft.“
Der TV Guide beschrieb den Film als knallhart und manchmal brutal  der aus der Perspektive der Verbrecher gefilmt sei.

## Synchronisation
- Steve Cochran: Friedrich Joloff
- Robert Webber: Wolfgang Kieling